# Oscarverleihung 2009
Übersicht aller ausgezeichneten Filme

◄◄ | ◄ | 2005 | 2006 | 2007 | 2008 | Oscarverleihung 2009 | 2010 | 2011 | 2012 | 2013 | ► | ►►

Weitere Ereignisse
| Film                                   | N  | A |
| -------------------------------------- | -- | - |
| Der seltsame Fall des Benjamin Button  | 13 | 3 |
| Slumdog Millionär                      | 10 | 8 |
| The Dark Knight                        | 8  | 2 |
| Milk                                   | 8  | 2 |
| WALL·E – Der Letzte räumt die Erde auf | 6  | 1 |
| Frost/Nixon                            | 5  | 0 |
| Glaubensfrage                          | 5  | 0 |
| Der Vorleser                           | 5  | 1 |
| Der fremde Sohn                        | 3  | 0 |
| Zeiten des Aufruhrs                    | 3  | 0 |
| Frozen River                           | 2  | 0 |
| Die Herzogin                           | 2  | 1 |
| Iron Man                               | 2  | 0 |
| Wanted                                 | 2  | 0 |
| The Wrestler – Ruhm, Liebe, Schmerz    | 2  | 0 |

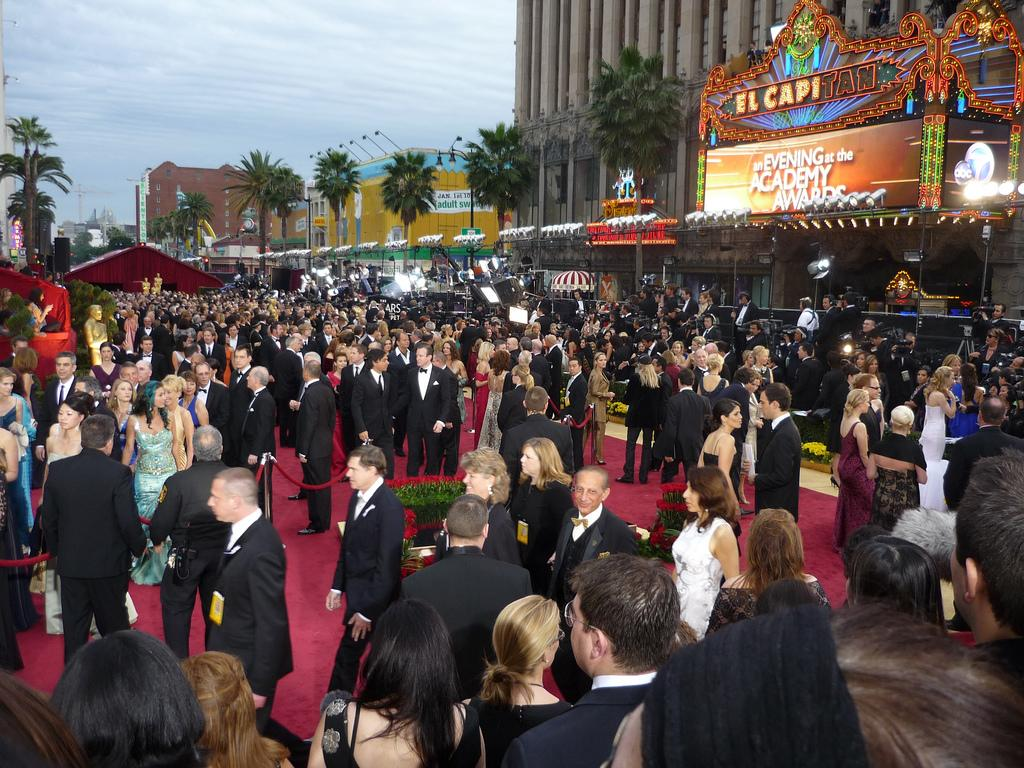
Der rote Teppich am Abend der Oscarverleihung 2009

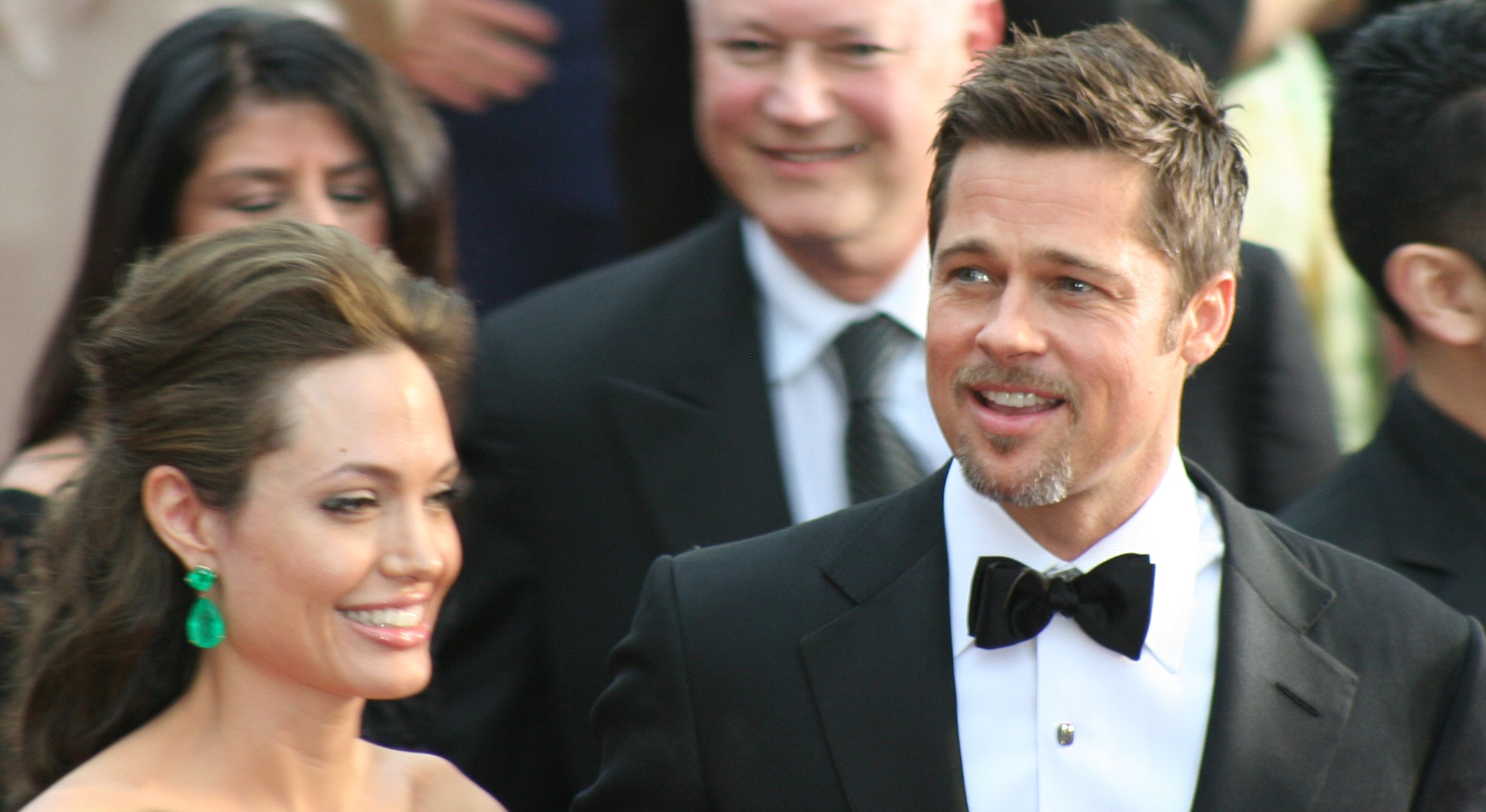
Angelina Jolie und Brad Pitt bei der Oscarverleihung 2009. Beide waren als beste Hauptdarsteller/in nominiert.

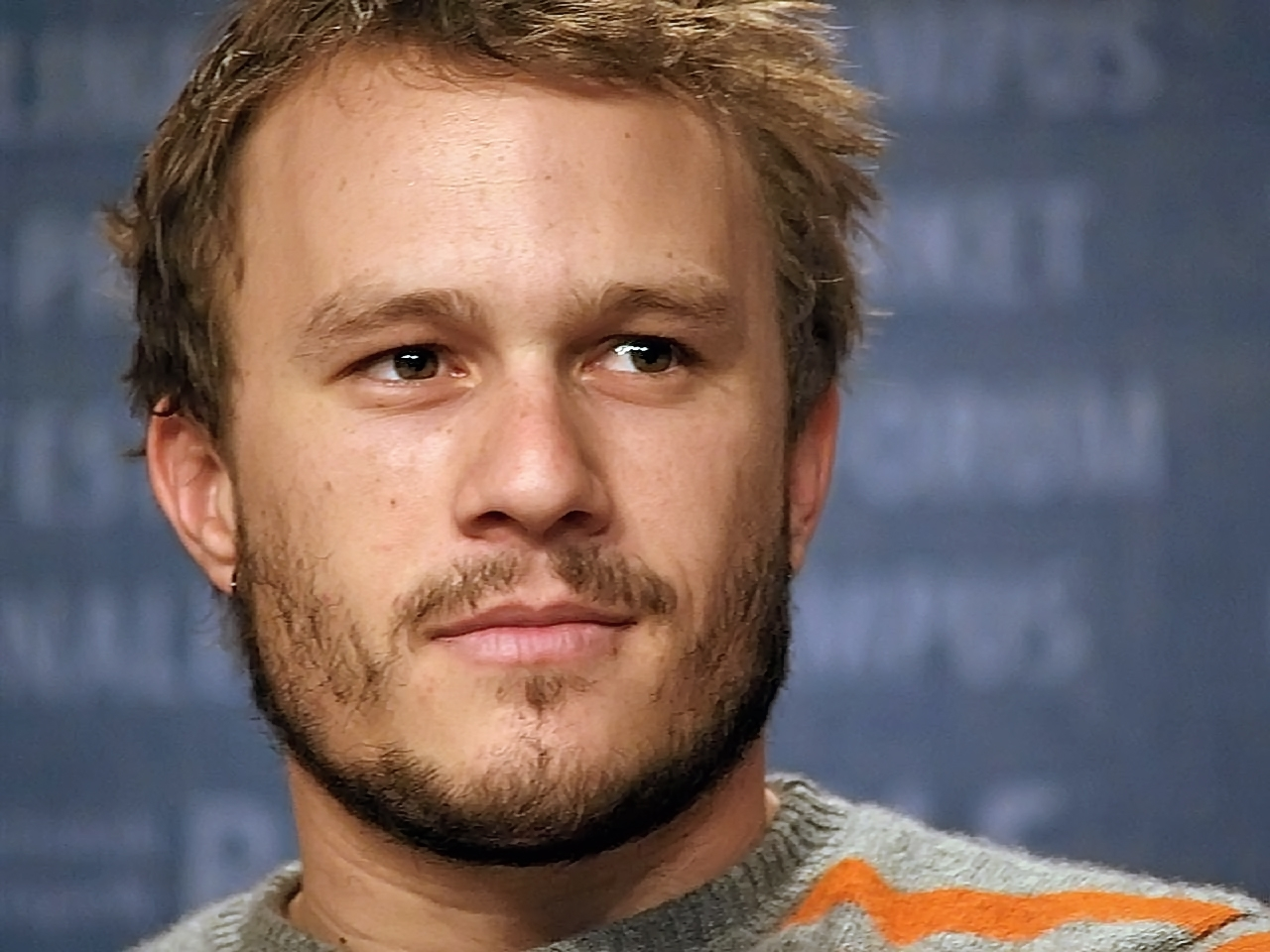
Als bester Nebendarsteller ausgezeichnet: Heath Ledger (1979–2008)

Die Oscarverleihung 2009 fand am 22. Februar 2009 im Kodak Theatre in Los Angeles statt. Damit war sie zusammen mit der Oscarverleihung 2015 die bislang früheste in einem Jahr veranstaltete Oscarverleihung. Es war die 81. Verleihung der Academy Awards seit der ersten Verleihung 1929. Im Jahr der Oscarverleihung werden immer Filme des Vorjahres ausgezeichnet, in diesem Fall die Filme des Jahres 2008. Wie die Academy Ende Dezember 2008 bekanntgab, qualifizierten sich 281 Filme für eine Nominierung in der Kategorie Bester Film.

## Verantwortliche
Am 12. Dezember 2008 wurde vonseiten der Academy der australische Schauspieler Hugh Jackman zum Gastgeber der Oscargala ernannt, der am 22. Februar 2009 durch den Abend führte und eine Musicalnummer live aufführte. Die Verleihungszeremonie wurde von Laurence Mark und Bill Condon produziert; Michael Giacchino war in diesem Jahr als musikalischer Leiter tätig.

## Eckdaten
Vom 26. Dezember 2008 bis 12. Januar 2009 konnten die Mitglieder der Academy of Motion Picture Arts and Sciences nach Sparten (Kameraleute für Kameraleute, Regisseure für Regisseure) ihre Nominierungen mitteilen. Diese wurden am 22. Januar 2009 bekanntgegeben. Insgesamt wurden 27 verschiedene Filme nominiert. Die Sieger, die von den Mitgliedern der Academy bestimmt werden, wurden bei der feierlichen Gala am 22. Februar 2009 verkündet.

## Favorisierte Filme

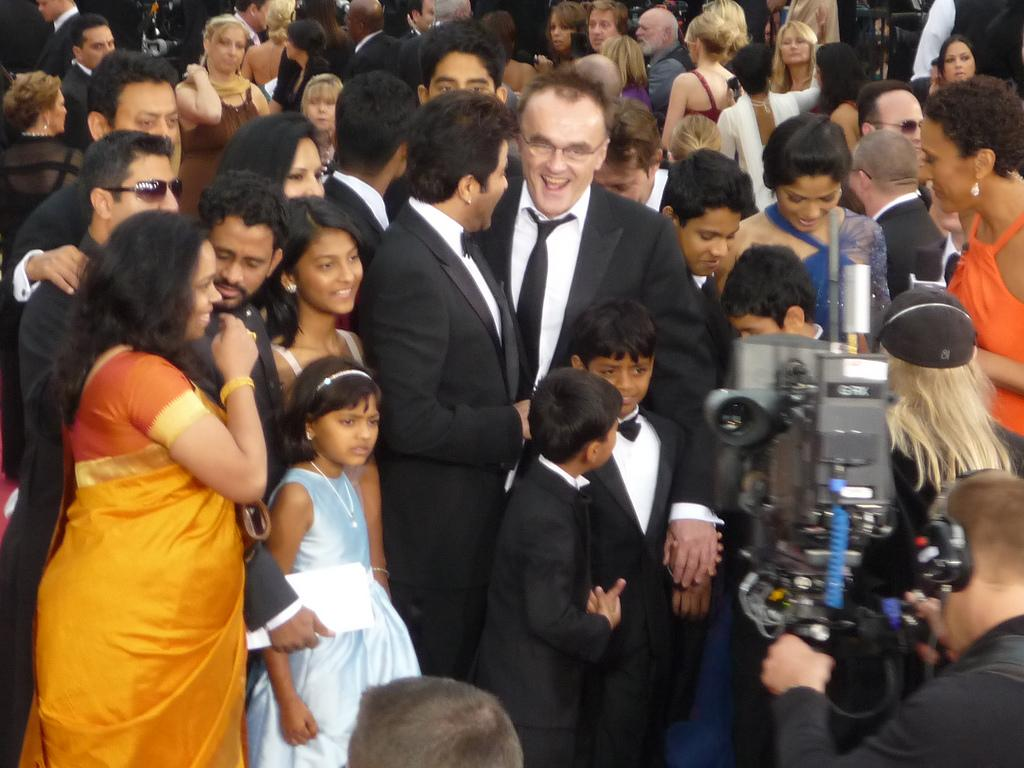
Das Schauspielensemble des Films Slumdog Millionär bei der 81. Oscarverleihung

Die Nominierungen wurden am 22. Januar 2009 durch Sid Ganis, Präsident der Academy of Motion Picture Arts and Sciences, und dem Oscar-prämierten US-amerikanischen Schauspieler Forest Whitaker in Beverly Hills bekanntgegeben. Bei der Verleihung setzte sich erwartungsgemäß als erfolgreichster Film des Jahres Danny Boyles Slumdog Millionär durch. Das Drama, von Kritikern als indische Variante von Oliver Twist hochgelobt, stellt einen jungen Inder (gespielt von Dev Patel) aus den Armenvierteln von Mumbai in den Mittelpunkt. Dieser erhält die Chance, als Kandidat in der indischen Version von Who Wants to Be a Millionaire? aufzutreten. Der Film war für zehn Oscars nominiert, konnte jedoch aufgrund einer Doppelnominierung in der Kategorie Bester Song nur neun gewinnen. Er gewann letztlich acht und neben der Kategorie Bester Film unter anderem die Auszeichnungen für die beste Regie, Kamera sowie das beste Drehbuch. Die als Mitfavorit gehandelte Literaturverfilmung Der seltsame Fall des Benjamin Button von David Fincher sicherte sich nur drei Preise in Nebenkategorien. Das Drama über einen Mann der rückwärts altert basiert auf der gleichnamigen Erzählung von F. Scott Fitzgerald und hatte im Vorfeld mit dreizehn Nennungen das Favoritenfeld vor Slumdog Millionär angeführt. Ebenfalls nominiert als bester Film des Jahres waren die beiden Politikerdramen Milk (8 Nominierungen, 2 Preise) und Frost/Nixon (5 Nominierungen, kein Preis) der US-amerikanischen Regisseure Ron Howard und Gus Van Sant sowie Stephen Daldrys Literaturverfilmung Der Vorleser (5 Nominierungen, 1 Preis).
Christopher Nolans achtmal für eine Trophäe nominierte Batman-Verfilmung The Dark Knight hatte im Vorfeld fast nur in technischen Kategorien Berücksichtigung gefunden und gewann den Preis für den besten Tonschnitt. Ebenfalls mit dem Oscar ausgezeichnet wurde der im Januar 2008 verstorbene Heath Ledger, was den zweiten postumen Preis nach der Verleihung 1977 an Peter Finch darstellt. Für seine Leistung als Joker war Ledger in der laufenden amerikanischen Filmpreissaison bereits mehrfach ausgezeichnet worden, unter anderem mit dem Golden Globe. Den Preis nahm stellvertretend seine Familie entgegen. Als beste Hauptdarstellerin setzte sich erwartungsgemäß die Britin Kate Winslet durch, die in der Vergangenheit fünfmal vergeblich um den Filmpreis konkurriert hatte. Für ihre Rolle der Hanna Schmitz in Der Vorleser konnte sie unter anderem die US-Amerikanerin Meryl Streep hinter sich lassen, die für ihr Porträt einer boshaften Nonne in Glaubensfrage ihre fünfzehnte Nominierung erhalten hatte und damit die meistnominierte Darstellerin bei der Oscarverleihung ist. Als bester Hauptdarsteller gewann Sean Penn für seine Leistung als homosexueller Politiker und Bürgerrechtler Harvey Milk den Academy Award. Es war die zweite Auszeichnung für Penn nach dem gewonnenen Oscar 2004 für Mystic River. Er setzte sich unter anderem gegen den mitfavorisierten Golden-Globe-Preisträger Mickey Rourke (The Wrestler) durch. Als erste spanische Schauspielerin erhielt Penélope Cruz einen Oscar. Honoriert wurde ihre Nebenrolle in Woody Allens Komödie Vicky Cristina Barcelona.
Unter die fünf Kandidaten für den besten fremdsprachigen Film des Jahres gelangten Uli Edels Der Baader Meinhof Komplex aus Deutschland und Götz Spielmanns Revanche aus Österreich. Das RAF-Drama und der Kriminalfilm konkurrierten gemeinsam mit Laurent Cantets Goldene-Palme-Preisträger Die Klasse aus Frankreich und dem dokumentarischen Animationsfilm Waltz with Bashir des Israelis Ari Folman um den Oscar, hatten aber gegenüber dem japanischen Beitrag Nokan – Die Kunst des Ausklangs (englischsprachiger Titel Departures) von Yōjirō Takita das Nachsehen. Japan konnte sich die Auszeichnung nach elf vergeblichen Nominierungen sichern. Dagegen gewann der Berliner Nachwuchsregisseur Jochen Alexander Freydank mit Spielzeugland den Preis in der Kategorie Bester Kurzfilm, in der auch der Schweizer Reto Caffi (Auf der Strecke) vertreten war. Der deutsche Regisseur Werner Herzog konkurrierte erfolglos mit seinem Antarktis-Dokumentarfilm Encounters at the End of the World in der Kategorie Bester Dokumentarfilm.
Im Vorfeld keine Nominierung erzielen konnte die preisgekrönte Darstellung der Britin Sally Hawkins (Happy-Go-Lucky), die mit dem Golden Globe als beste Komödiendarstellerin ausgezeichnet worden war. Auch Clint Eastwood blieb für seine Altersrolle eines verstimmten Kriegsveteranen in Gran Torino eine Oscar-Nominierung verwehrt. Ebenso konnte sich Bruce Springsteen mit seinem Golden-Globe-Gewinnersong zu The Wrestler nicht unter die drei nominierten Filmsongs platzieren. Auf nur drei Nominierungen in Nebenkategorien kam dagegen Sam Mendes’ Drama Zeiten des Aufruhrs, für das Kate Winslet den Golden Globe als beste Dramadarstellerin erhalten hatte, blieb aber unprämiert. Winslet erhielt für ihre Rolle in Der Vorleser den Vorzug.

## Gewinner und Nominierte

### Bester Film
präsentiert von Steven Spielberg
Slumdog Millionär (Slumdog Millionaire) – Christian Colson
Frost/Nixon – Eric Fellner, Brian Grazer, Ron Howard
Milk – Bruce Cohen, Dan Jinks
Der seltsame Fall des Benjamin Button (The Curious Case of Benjamin Button) – Ceán Chaffin, Kathleen Kennedy, Frank Marshall
Der Vorleser (The Reader) – Donna Gigliotti, Anthony Minghella, Redmond Morris, Sydney Pollack

### Beste Regie
präsentiert von Reese Witherspoon

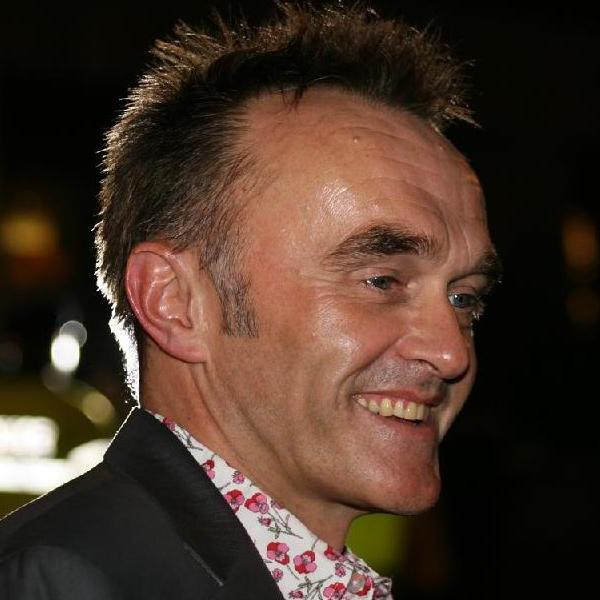
Danny Boyle

Danny Boyle – Slumdog Millionär (Slumdog Millionaire)
Stephen Daldry – Der Vorleser
David Fincher – Der seltsame Fall des Benjamin Button (The Curious Case of Benjamin Button)
Ron Howard – Frost/Nixon
Gus Van Sant – Milk

### Bester Hauptdarsteller

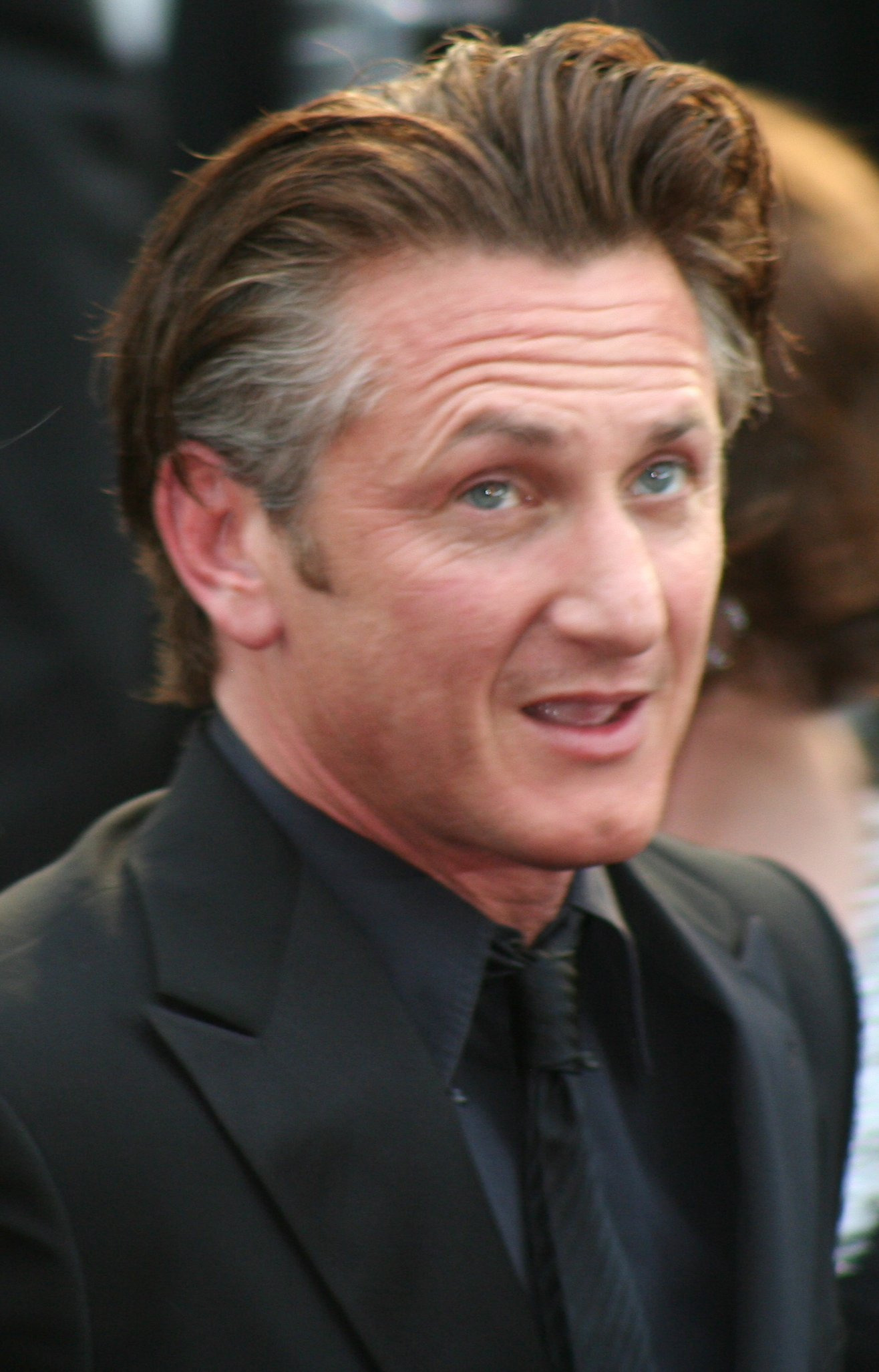
Sean Penn bei der Oscarverleihung 2009

präsentiert von Adrien Brody, Robert De Niro, Michael Douglas, Anthony Hopkins und Ben Kingsley
Sean Penn – Milk
Richard Jenkins – Ein Sommer in New York – The Visitor (The Visitor)
Frank Langella – Frost/Nixon
Brad Pitt – Der seltsame Fall des Benjamin Button (The Curious Case of Benjamin Button)
Mickey Rourke – The Wrestler – Ruhm, Liebe, Schmerz (The Wrestler)

### Beste Hauptdarstellerin

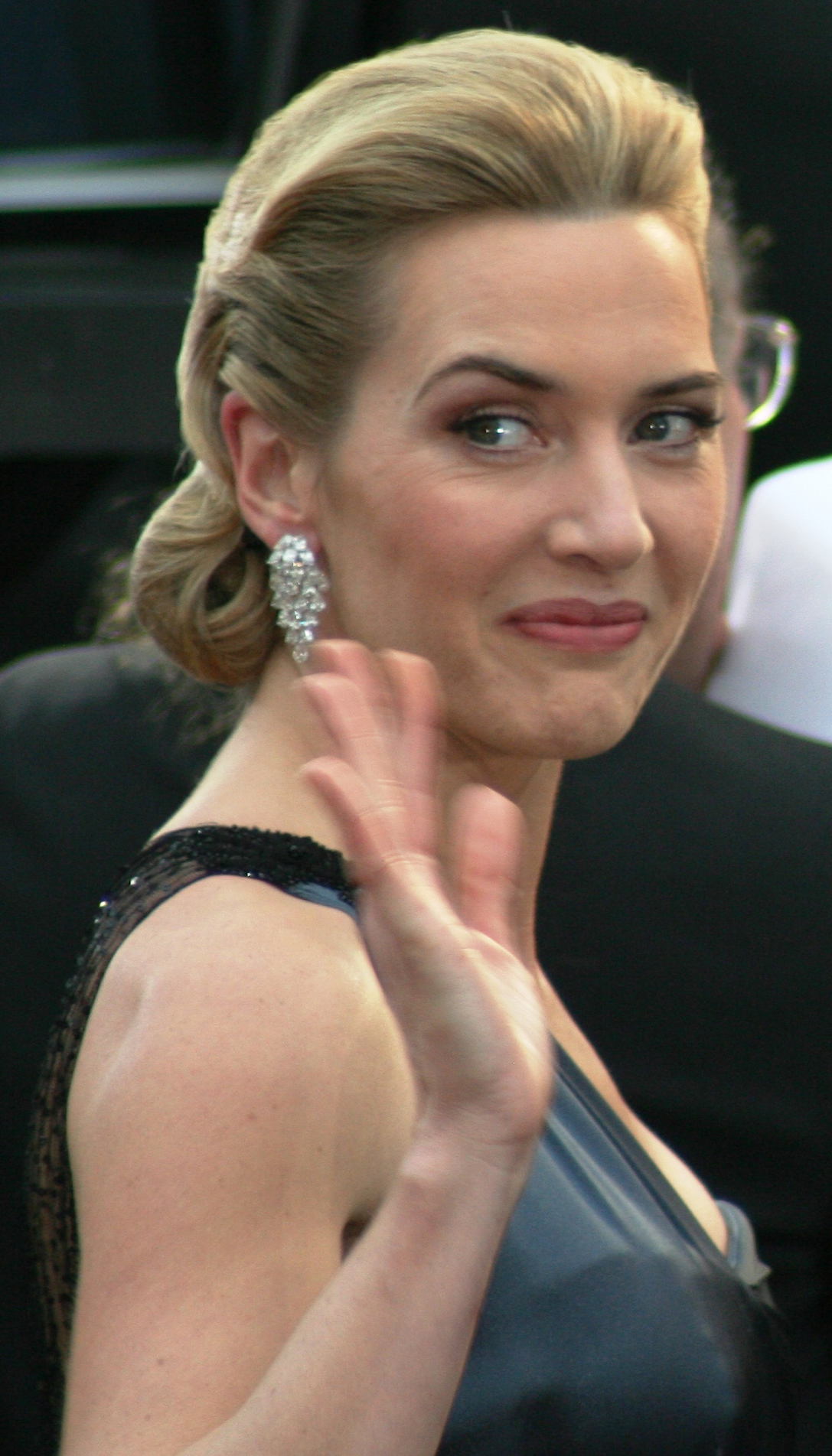
Kate Winslet bei der Oscarverleihung 2009

präsentiert von Halle Berry, Marion Cotillard, Nicole Kidman, Sophia Loren und Shirley MacLaine
Kate Winslet – Der Vorleser (The Reader)
Anne Hathaway – Rachels Hochzeit (Rachel Getting Married)
Angelina Jolie – Der fremde Sohn (Changeling)
Melissa Leo – Frozen River
Meryl Streep – Glaubensfrage (Doubt)

### Bester Nebendarsteller
präsentiert von Alan Arkin, Cuba Gooding jr., Joel Grey, Kevin Kline und Christopher Walken
Heath Ledger (postum) – The Dark Knight
(Entgegengenommen von Ledgers Familie)
Josh Brolin – Milk
Robert Downey Jr. – Tropic Thunder
Philip Seymour Hoffman – Glaubensfrage (Doubt)
Michael Shannon – Zeiten des Aufruhrs (Revolutionary Road)

### Beste Nebendarstellerin

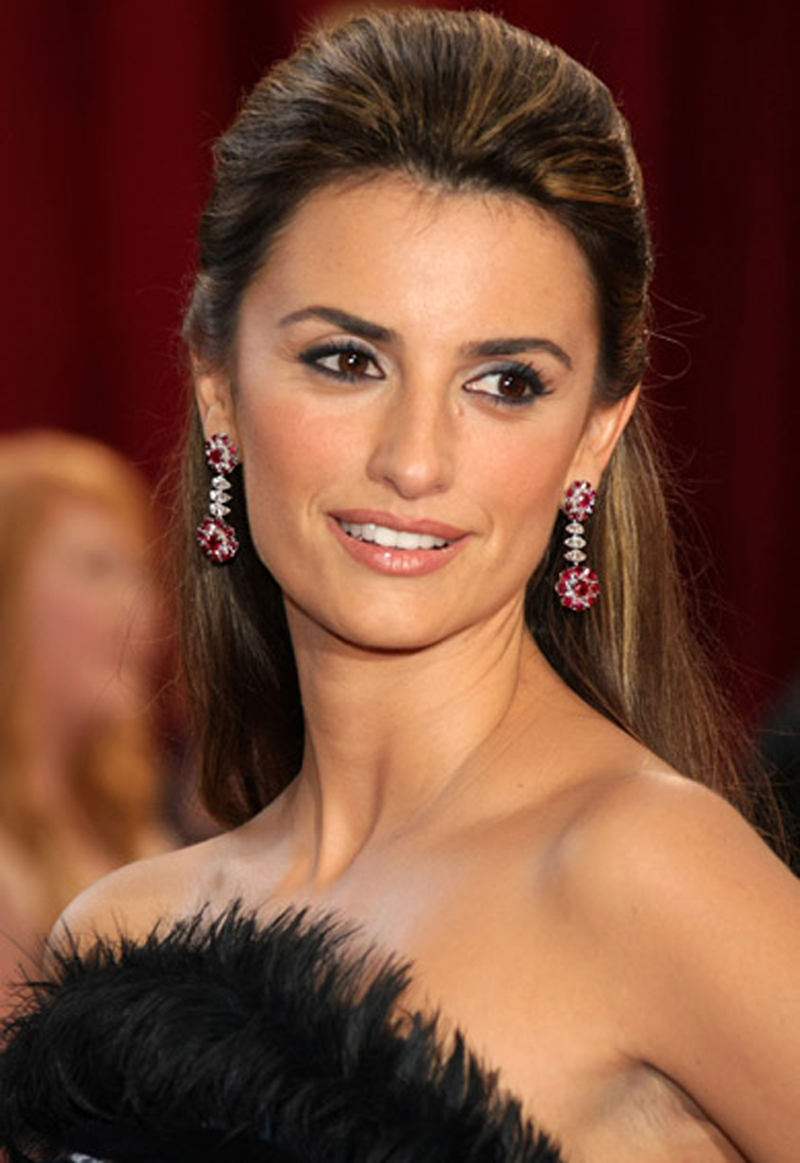
Penélope Cruz

präsentiert von Whoopi Goldberg, Goldie Hawn, Anjelica Huston, Eva Marie Saint und Tilda Swinton
Penélope Cruz – Vicky Cristina Barcelona
Amy Adams – Glaubensfrage (Doubt)
Viola Davis – Glaubensfrage (Doubt)
Taraji P. Henson – Der seltsame Fall des Benjamin Button (The Curious Case of Benjamin Button)
Marisa Tomei – The Wrestler – Ruhm, Liebe, Schmerz (The Wrestler)

### Bestes Originaldrehbuch

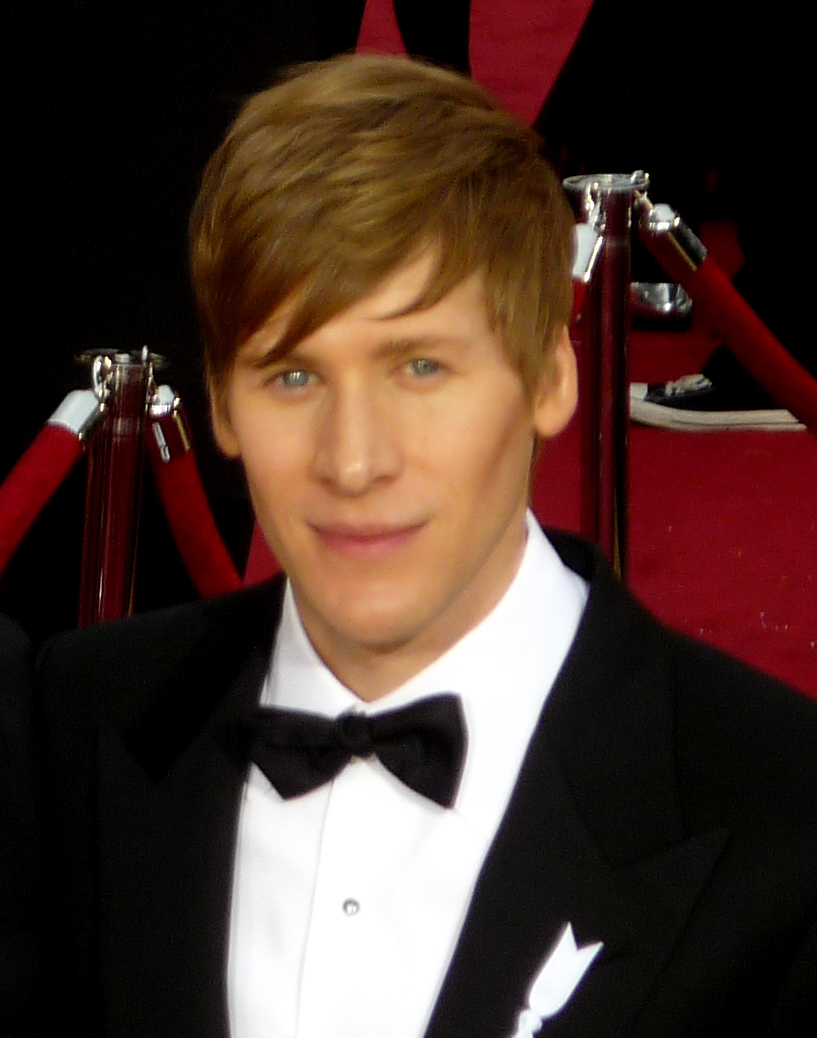
Dustin Lance Black während der Oscarverleihung

präsentiert von Tina Fey und Steve Martin
Dustin Lance Black – Milk
Courtney Hunt – Frozen River
Mike Leigh – Happy-Go-Lucky
Martin McDonagh – Brügge sehen … und sterben? (In Bruges)
Jim Reardon, Andrew Stanton – WALL·E – Der Letzte räumt die Erde auf (WALL-E)

### Bestes adaptiertes Drehbuch
präsentiert von Tina Fey und Steve Martin
Simon Beaufoy – Slumdog Millionär (Slumdog Millionaire)
David Hare – Der Vorleser (The Reader)
Peter Morgan – Frost/Nixon
Eric Roth, Robin Swicord – Der seltsame Fall des Benjamin Button (The Curious Case of Benjamin Button)
John Patrick Shanley – Glaubensfrage (Doubt)

### Beste Kamera
präsentiert von Natalie Portman und Ben Stiller
Anthony Dod Mantle – Slumdog Millionär (Slumdog Millionaire)
Roger Deakins, Chris Menges – Der Vorleser (The Reader)
Claudio Miranda – Der seltsame Fall des Benjamin Button (The Curious Case of Benjamin Button)
Wally Pfister – The Dark Knight
Tom Stern – Der fremde Sohn (Changeling)

### Bestes Szenenbild
präsentiert von Sarah Jessica Parker und Daniel Craig
Donald Graham Burt, Victor J. Zolfo – Der seltsame Fall des Benjamin Button (The Curious Case of Benjamin Button)
Rebecca Alleway, Michael Carlin – Die Herzogin (The Duchess)
Nathan Crowley, Peter Lando – The Dark Knight
Gary Fettis, James J. Murakami – Der fremde Sohn (Changeling)
Debra Schutt, Kristi Zea – Zeiten des Aufruhrs (Revolutionary Road)

### Bestes Kostümdesign
präsentiert von Sarah Jessica Parker und Daniel Craig
Michael O’Connor – Die Herzogin (The Duchess)
Danny Glicker – Milk
Catherine Martin – Australia
Jacqueline West – Der seltsame Fall des Benjamin Button (The Curious Case of Benjamin Button)
Albert Wolsky – Zeiten des Aufruhrs (Revolutionary Road)

### Bestes Make-up
präsentiert von Sarah Jessica Parker und Daniel Craig
Greg Cannom – Der seltsame Fall des Benjamin Button (The Curious Case of Benjamin Button)
John Caglione junior, Conor O’Sullivan – The Dark Knight
Mike Elizalde, Thomas Floutz – Hellboy – Die goldene Armee (Hellboy II: The Golden Army)

### Beste Filmmusik
präsentiert von Alicia Keys und Zac Efron
A. R. Rahman – Slumdog Millionär (Slumdog Millionaire)
Alexandre Desplat – Der seltsame Fall des Benjamin Button (The Curious Case of Benjamin Button)
Danny Elfman – Milk
James Newton Howard – Defiance – Für meine Brüder, die niemals aufgaben (Defiance)
Thomas Newman – WALL·E – Der Letzte räumt die Erde auf (WALL-E)

### Bester Song
präsentiert von Alicia Keys und Zac Efron
„Jai Ho“ aus Slumdog Millionär (Slumdog Millionaire) – Gulzar, A. R. Rahman
„Down to Earth“ aus WALL·E – Der Letzte räumt die Erde auf (WALL-E) – Peter Gabriel, Thomas Newman
„O… Saya“ aus Slumdog Millionär (Slumdog Millionaire) – M. I. A., A. R. Rahman

### Bester Schnitt
präsentiert von Will Smith
Christopher Dickens – Slumdog Millionär (Slumdog Millionaire)
Kirk Baxter, Angus Wall – Der seltsame Fall des Benjamin Button (The Curious Case of Benjamin Button)
Elliot Graham – Milk
Daniel P. Hanley, Mike Hill – Frost/Nixon
Lee Smith – The Dark Knight

### Bester Ton
präsentiert von Will Smith
Resul Pookutty, Richard Pryke, Ian Tapp – Slumdog Millionär (Slumdog Millionaire)
Ben Burtt, Matthew Wood – WALL·E – Der Letzte räumt die Erde auf (WALL-E)
Lora Hirschberg, Edward Novick, Gary A. Rizzo – The Dark Knight
Ren Klyce, David Parker, Michael Semanick, Mark Weingarten – Der seltsame Fall des Benjamin Button (The Curious Case of Benjamin Button)
Wylie Stateman – Wanted

### Bester Tonschnitt
präsentiert von Will Smith
Richard King – The Dark Knight
Christopher Boyes, Frank E. Eulner – Iron Man
Ben Burtt, Tom Myers, Michael Semanick – WALL·E – Der Letzte räumt die Erde auf (WALL-E)
Petr Forejt, Chris Jenkins, Frank A. Montaño – Wanted
Glenn Freemantle, Tom Sayers – Slumdog Millionär (Slumdog Millionaire)

### Beste visuelle Effekte
präsentiert von Will Smith
Eric Barba, Craig Barron, Burt Dalton, Steve Preeg – Der seltsame Fall des Benjamin Button (The Curious Case of Benjamin Button)
Chris Corbould, Nick Davis, Paul Franklin, Tim Webber – The Dark Knight
Shane Mahan, John Nelson, Ben Snow, Daniel Sudick – Iron Man

### Bester Animationsfilm
präsentiert von Jennifer Aniston und Jack Black
WALL·E – Der Letzte räumt die Erde auf (WALL-E) – Andrew Stanton
Bolt – Ein Hund für alle Fälle (Bolt) – Byron Howard, Chris Williams
Kung Fu Panda – Mark Osborne, John Stevenson

### Bester animierter Kurzfilm
präsentiert von Jennifer Aniston und Jack Black
Das Haus aus kleinen Schachteln (Tsumiki no Ie) – Kunio Katō
Lavatory Lovestory (Ubornaja istorija – ljubownaja istorija) – Konstantin Eduardowitsch Bronsit
Oktapodi – Thierry Marchand, Emud Mokhberi
Presto – Doug Sweetland
This Way Up – Smith & Foulkes

### Bester Kurzfilm
präsentiert von James Franco, Janusz Kamiński und Seth Rogen
Spielzeugland – Jochen Alexander Freydank
Auf der Strecke – Reto Caffi
Grisen – Dorte Warnø Høgh, Tivi Magnusson
Manon sur le bitume – Elizabeth Marre, Olivier Pont
Der Neue (New Boy) – Tamara Anghie, Steph Green

### Bester Dokumentarfilm
präsentiert von Bill Maher
Man on Wire – Der Drahtseilakt (Man on Wire) – Simon Chinn, James Marsh
Begegnungen am Ende der Welt (Encounters at the End of the World) – Werner Herzog, Henry Kaiser
The Betrayal – Nerakhoon (Nerakhoon) – Ellen Kuras, Thavisouk Phrasavath
The Garden – Scott Hamilton Kennedy
Trouble the Water – Carl Deal, Tia Lessin

### Bester Dokumentar-Kurzfilm
präsentiert von Bill Maher
Smile Pinki – Megan Mylan
The Conscience of Nhem En – Steven Okazaki
The Final Inch – Irene Taylor Brodsky, Tom Grant
The Witness from the Balcony of Room 306 – Margaret Hyde, Adam Pertofsky

### Bester fremdsprachiger Film
präsentiert von Freida Pinto und Liam Neeson
Nokan – Die Kunst des Ausklangs (Okuribito), Japan – Yōjirō Takita
Der Baader Meinhof Komplex, Deutschland – Uli Edel
Die Klasse (Entre les murs), Frankreich – Laurent Cantet
Revanche, Österreich – Götz Spielmann
Waltz with Bashir (Vals Im Bashir), Israel – Ari Folman

## Ehrenpreise
Der Komiker Jerry Lewis wurde für seine humanitären Verdienste mit dem Jean Hersholt Humanitarian Award ausgezeichnet, der ihm von Eddie Murphy überreicht wurde. Lewis setzt sich seit den 1950er Jahren für die Muscular Dystrophy Association, eine Organisation zur Bekämpfung der Muskeldystrophie, ein und fungiert seit 1966 als Gastgeber der jährlichen Telethons im US-amerikanischen Fernsehen.
Der vierfache Oscar-Preisträger Edwin Catmull wurde mit dem Gordon E. Sawyer Award ausgezeichnet. Der Informatiker Catmull ist Mitbegründer von Pixar Animation Studios und führend in der Entwicklung von Computergrafiken in der Filmindustrie. Der Preis wurde bereits am 7. Februar 2009, zwei Wochen vor der eigentlichen Oscarverleihung, im Rahmen der Verleihung der Auszeichnungen für Wissenschaft und Technik verliehen.